# Bosznia-Hercegovina a 2024. évi nyári olimpiai játékokon
Bosznia-Hercegovina a franciaországi Párizsban megrendezett 2024. évi nyári olimpiai játékok egyik részt vevő nemzete volt. Az országot 3 sportágban 5 sportoló képviselte, akik érmet nem szereztek.

## Atlétika
| Versenyző   | Versenyszám     | Selejtező | Selejtező | Döntő    | Döntő    |
| Versenyző   | Versenyszám     | Eredmény  | Helyezés  | Eredmény | Helyezés |
| ----------- | --------------- | --------- | --------- | -------- | -------- |
| Mesud Pezer | Férfi súlylökés | 19.03 m   | 26        | kiesett  | kiesett  |

## Cselgáncs
| Versenyző            | Versenyszám   | 32-es főtábla         | Nyolcaddöntő            | Negyeddöntő         | Elődöntő | Vigaszág elődöntő | Bronz- mérkőzés | Döntő   | Helyezés |
| -------------------- | ------------- | --------------------- | ----------------------- | ------------------- | -------- | ----------------- | --------------- | ------- | -------- |
| Aleksandra Samardžić | Női középsúly | Olsen (DEN) · 10-00   | van Dijke (NED) · 00-10 | kiesett             | kiesett  | kiesett           | kiesett         | kiesett | kiesett  |
| Larisa Cerić         | Női nehézsúly | Andrews (NZL) · 10-00 | Nunes (POR) · 10-00     | Dicko (FRA) · 00-10 |          | Kim (KOR) · 00-01 | kiesett         | kiesett | kiesett  |

## Úszás
| Versenyző   | Versenyszám        | Előfutam | Előfutam | Előfutam | Elődöntő | Elődöntő | Elődöntő | Döntő   | Döntő    |
| Versenyző   | Versenyszám        | Idő      | Hely.    | Össz.    | Idő      | Hely.    | Össz.    | Idő     | Helyezés |
| ----------- | ------------------ | -------- | -------- | -------- | -------- | -------- | -------- | ------- | -------- |
| Jovan Lekić | Férfi 400 m gyors  | 3:57.90  | 6        | 30       | kiesett  | kiesett  | kiesett  | kiesett | kiesett  |
| Lana Pudar  | Női 100 m pillangó | 57.97    | 4        | 17       | kiesett  | kiesett  | kiesett  | kiesett | kiesett  |
| Lana Pudar  | Női 200 m pillangó | 2:09.32  | 3        | 12       | 2:08.74  | 6        | 12       | kiesett | kiesett  |